# Pseudodoxia
Pseudodoxia é um gênero de traça pertencente à família Agonoxenidae.